# Bradley Linfield
Bradley Linfield (né le 29 juin 1994 à Harare) est un coureur cycliste australien.

## Palmarès
- 2011
  - Rothaus Regio-Tour :
    - Classement général
    - 3e étape

  - 4e étape du Tour du Gippsland
  - 1re étape de la Pemberton Classic
  -  Médaillé d'argent au championnat d'Océanie sur route juniors
  - 2e du Tour du Gippsland
  - 2e de la Coppa Pietro Linari
  - 3e du championnat d'Australie de poursuite par équipes juniors
- 2012
  -  Champion d'Océanie sur route juniors
  - 1re et 2e étapes de la Pemberton Classic
  - Trofeo Emilio Paganessi
  - 1re étape du Grand Prix Rüebliland
  - 3e de Gand-Menin
- 2013
  -  Champion d'Australie du critérium espoirs
- 2014
  - 3e du championnat d'Australie sur route espoirs